# ジャンスキー
ジャンスキー（jansky, 記号：Jy）は、電波天文学で用いられる電磁波束、すなわち（みかけの）電波強度の単位である。その名前は、電波天文学の先駆者となったカール・ジャンスキーにちなむ。
1 Jy は1 m2 の面積に 1 Hz あたりのエネルギーの流量が 10-26 W であるときの電波放射の強さと定義されている。よって、SI単位で表すと 1 Jy = 10-26 W･m-2･Hz-1 となる。CGS単位系で表すと 1 Jy = 10−23 erg･s-1･cm-2･Hz-1 となる。
最も明るい自然の電波源の電波強度は 1 - 100 Jy である。よって、ジャンスキーは電波天文学に適した単位となっている。例えば、ケンブリッジカタログ 第3版（3Cカタログ）には、北半球から観測できる 159 MHz で9 Jy 以上の電波源が300 - 400掲載されている。